# طلعت الشريف
طلعت الشريف ، ممثل مصري .

## عن حياته
له العدبد من الأعمال التلفزيونية والسينمائية .

## من أعماله

### المسلسلات
- مولد وصاحبه غايب
- الحكر
- تفاحة آدم
- رهن اعتقال
- رحيل مع الشمس
- للحب فرصة أخيرة

### السينما
- لا تقتلوا الحب
- دقى يا مزيكا

### السهرات التلفزيونية
- خليل أفندي عاوز يتجوز

## روابط خارجية
- طلعت الشريف على موقع الدهليز
- طلعت الشريف على موقع قاعدة بيانات الأفلام العربية